# Art in Disorder
Art in Disorder (1979-1983) var et dansk artrock/nyrock band fra Herlev. Bandet hed i 1979 Mc Värk (Makværk) og medvirkede som sådan på "Concert of the Moment" pladen. Bandet skiftede i 1980 navn til Art In Disorder, under hvilket de var meget aktive på den tidlige danske punkscene. Som Art In Disorder udsendte bandet de to musik-cassettebånd "2+2=5" og "Live to" optaget live bl.a. i Saltlageret og Husets Teater. I 1983 skiftede gruppen navn til "Week 20/21" under hvilket de udsendte singlen "Action before silence" på pladeselskabet Irmgardz. 
Bandet spillede bl.a. til punkfestivalerne "Concert Of The Moment" og "Concerto de Nobrainos insanos" og var generelt meget aktive på den danske punkscene fra 1980-1983.
Bandet bestod bl.a. af medlemmerne Flemming Andersen (også i Before – bas), Anders Visby (guitar) og Ole Schou Hansen (trommer).